# Distrito de Kawabe
El distrito de Kawabe (川辺郡 Kawabe-gun?) es un distrito localizado en la prefectura de Hyōgo, Japón. Según el censo de 2020, tiene una población de 29 680 habitantes.

## Localidades
- Inagawa